# Navares de Enmedio
Navares de Enmedio is een gemeente in de Spaanse provincie Segovia in de regio Castilië en León met een oppervlakte van 24,61 km². Navares de Enmedio telt 96 inwoners (1 januari 2016).

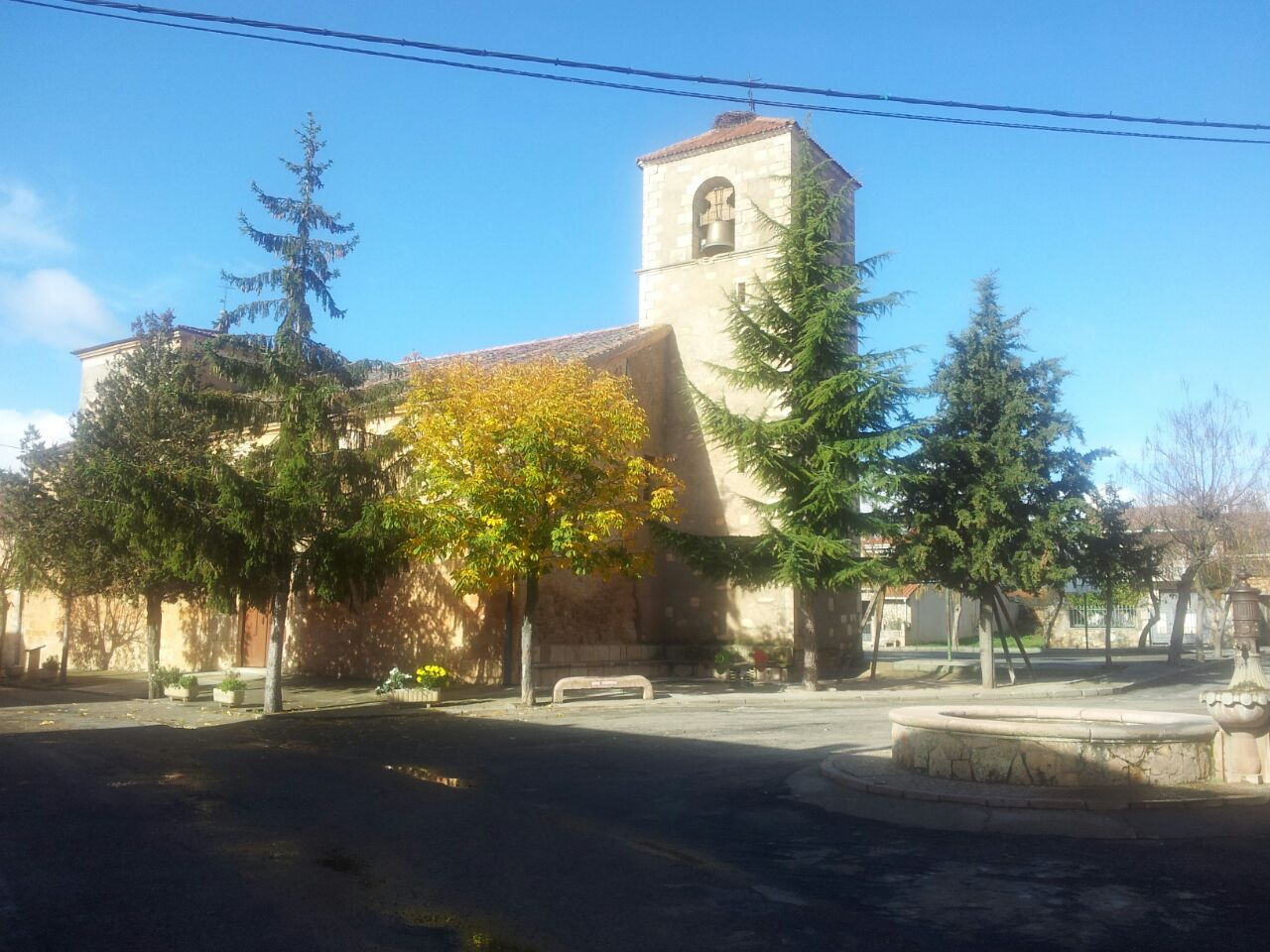
Kerk Santiago Apóstol, Navares de Enmedio
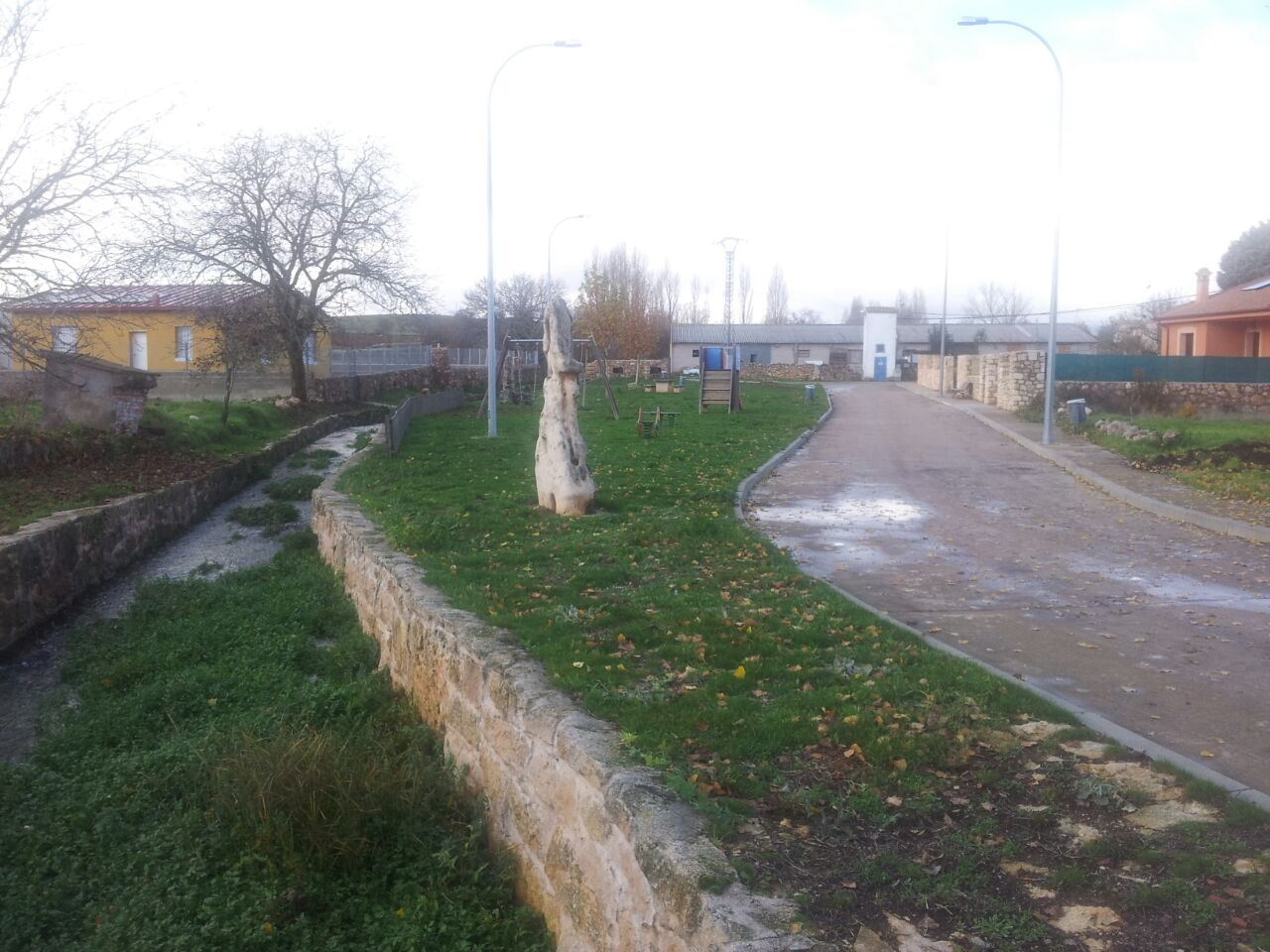
Parque del río

## Demografische ontwikkeling
Bron: INE, 1857-2011: volkstellingen